# Dominion: Storm Over Gift 3
Dominion: Storm Over Gift 3  est un jeu vidéo de stratégie en temps réel (STR) développé par 7th Level et Ion Storm Inc. et publié par Eidos Interactive le 31 mai 1998 sur PC. Dominion prend place dans un univers de science-fiction et permet au joueur de contrôler quatre factions distinctes – les Scorps, les Darkens, les Mercenaires et les Humains – disposant chacune de spécificités. Le jeu est à l’origine développé par 7th Level comme un spin-off de G-Nome s'inspirant du système de jeu d'Alerte rouge mais le projet est finalement abandonné avant d'être revendu à Ion Storm en septembre 1997.

## Trame
Dominion: Storm Over Gift 3 se déroule dans l'univers de science-fiction de BattleTech. Dans celui-ci, quatre factions – les Scorps, les Darkens, les Mercenaires et les Humains – s'affrontent pour retrouver une arme destructive cachée sur une planète du système Gift.

## Système de jeu
Dominion: Storm Over Gift 3 est un jeu de stratégie en temps réel reprenant les principes de base d'Alerte Rouge. Comme dans celui-ci, le joueur doit collecter des ressources, développer ses infrastructures et former des combattants pour anéantir les ennemis. Une seule ressource est disponible dans le jeu  et il suffit de construire des extracteurs sur des gisements pour les exploiter, l'argent étant ensuite directement transférées dans les caisses du joueur. Pour que ces extracteurs fonctionnent, il est cependant nécessaire de les alimenter en énergie par l'intermédiaire d'une chaîne de balises reliant ceux-ci a la base principale.
Le jeu permet au joueur de contrôler quatre factions distinctes : les Scorps, les Darkens, les Mercenaires et les Humains – disposant chacune de quelques spécificités mais qui reste globalement très semblables. Les factions ne se différencient en effet que par la présence d'une unité unique par camp et par quelques paramètres comme la force, la défense ou les temps de construction.
Quatre campagnes solo, une par faction, sont disponibles dans le jeu. Il est également possible de jouer en multijoueurs en réseau local, par modem ou sur Internet.

## Développement
Todd Porter, vice président de la branche 3D de 7th Level, a l'idée de mettre en chantier un clone d'Alerte Rouge alors qu'il travaille sur G-Nome, un jeu d'action dans lequel s'affrontent des Mechwarriors. Dominion: Storm Over Gift 3 est à l’origine développé par 7th Level comme un spin-off de celui-ci mais le projet est finalement abandonné et revendu à Ion Storm Inc. en septembre 1997.

## Accueil
| Dominion: Storm Over Gift 3 |      |       |
| Média                       | Pays | Notes |
| Computer Gaming World       | US   | 2/5   |
| GameSpot                    | US   | 59 %  |
| Gen4                        | FR   | 2/5   |
| IGN                         | US   | 40 %  |
| Joystick                    | FR   | 68 %  |
| PC Zone                     | UK   | 43 %  |